# Nie wolno płakać
Nie wolno płakać – singel polskiej piosenkarki Dody, pochodzący z jej trzeciego albumu studyjnego, Dorota. Premiera piosenki odbyła się 1 grudnia 2018 roku. Tego samego dnia na oficjalnym kanale Artystki na stronie YouTube opublikowano również teledysk. Doda premierowo zaśpiewała „Nie wolno płakać” w finale dziewiątej edycji talent show The Voice of Poland.

## Geneza i wydanie
Zarówno piosenka „Nie wolno płakać”, jak i cały album Dorota, jest zadedykowany zmarłej babce Dody, Pelagii. Muzykę skomponował Tomasz Lubert, założyciel zespołu Virgin, zaś tekst do utworu napisał Marek Dutkiewicz. Materiał powstał w studiu nagraniowym radiowej „Trójki”. Singel został wydany w formacie digital download i udostępniony w wielu serwisach streamingowych.

## Notowania
| Kraj   | Notowanie                        | Najwyższa pozycja na liście | Źr.   |
| ------ | -------------------------------- | --------------------------- | ----- |
| Polska | Wietrzne Radio (Top 15)          | 1                           | [ 4 ] |
| Polska | Radio Warszawa (Listy Przebojów) | 1                           | [ 5 ] |